# Gynacantha arsinoe
Gynacantha arsinoe – gatunek ważki z rodziny żagnicowatych (Aeshnidae). Opisał go w 1948 roku Maurits Lieftinck. Miejsce typowe to Wyspy Talaud (północno-wschodnia Indonezja). Stwierdzono go też na należącym do Filipin Archipelagu Sulu.